# Auersberg (Hilders)
Der Auersberg ist ein 756,8 m ü. NHN hoher Berg in der Rhön. Er liegt in der Auersberger Kuppenrhön bei Hilders im hessischen Landkreis Fulda.
Auf einem Sporn des Berges befindet sich die Ruine Auersburg. Der Auersberg bei Hilders ist nicht zu verwechseln mit dem Großen und Kleinen Auersberg bei Wildflecken im bayerischen Teil der Rhön.

## Geographie

### Lage
Der Auersberg erhebt sich im Naturpark Hessische Rhön und im Biosphärenreservat Rhön – unmittelbar nördlich des Kernorts von Hilders, zu dessen Gemeindegebiet der Großteil des Berges und sein Gipfel gehört. Östlich des Berges liegt Simmershausen, ein Ortsteil der Gemeinde Hilders. Nordöstlich befindet sich Dippach, nördlich Wendershausen und Lahrbach, nordnordwestlich Neustädtges, nordwestlich Unterrückersbach, westlich Neuschwambach und südwestlich Aura; sie alle gehören zur Stadt Tann.

### Naturräumliche Zuordnung
Der Auersberg gehört in der naturräumlichen Haupteinheitengruppe Osthessisches Bergland (Nr. 35), in der Haupteinheit Vorder- und Kuppenrhön (353) und in der Untereinheit Kuppenrhön (353.2) zum Naturraum Auersberger Kuppenrhön (353.24). Die Landschaft fällt nach Westen zur Ulster in den Naturraum Milseburger Kuppenrhön (353.21) ab.

### Fließgewässer
Die Ulster fließt westlich vorbei am Auersberg – durch Hilders und Lahrbach. Auf dem Nordhang entspringt deren Zufluss Lahrbach. Östlich vorbei verläuft der Mühlbach, der nach Dippach in den nordnordöstlich des Berges fließenden Ulster-Zufluss Weid mündet.

## Schutzgebiete
Auf dem Auersberg liegt das Naturschutzgebiet Auersberg nördlich Hilders (CDDA-Nr. 555560674; 2013 ausgewiesen; 64,48 ha groß). Außerdem befinden sich auf dem bewaldeten Berg Teile des Landschaftsschutzgebiets Hessische Rhön (CDDA-Nr. 378477; 1967; 410,1096 km²), des Fauna-Flora-Habitat-Gebiets Hochrhön (FFH-Nr. 5525-351; 48,0962 km²) und des Vogelschutzgebiets Hessische Rhön (VSG-Nr. 5425-401; 360,8013 km²).

## Ruine Auersburg
Auf einem Sporn (589 m) vom Südwesthang des Auersberges befindet sich die Ruine Auersburg. Die Burg wurde in nicht genau bekannter Zeit vor dem Ersterwähnungsjahr 1120 erbaut. Vorhanden sind noch hohe Umfassungsmauern mit Schießscharten, ein Keller sowie Turm- und Graben- und Wallreste. Auf der Westecke der Burgmauer befindet sich eine überdachte Aussichtsplattform. Innerhalb der Burganlage steht eine Schutzhütte. In der Burgruine befindet sich ein Denkmal zu Ehren des Rhöndichters Dr. Julius Türck.

## Verkehrsanbindung und Wandern
Westlich vorbei am Auersberg verläuft im Ulstertal zwischen Hilders, Lahrbach und Wendershausen die Bundesstraße 278. Von dieser zweigt südlich des Berges in Hilders die Landesstraße 3176 ab, die südostwärts nach Frankenheim in Thüringen führt. Von dieser Straße wiederum zweigt östlich von Hilders die Kreisstraße 35 ab, die ostwärts des Berges durch Simmershausen und Dippach nach Wendershausen zur B 278 verläuft.
Über den Westhang des Auersberges und über den vom Berg zum Sporn der Ruine Auersburg überleitenden Sattel führen der Main-Werra-Weg des Rhönklubs und der Wanderweg Der Hilderser.